# Genimen victoriae
Genimen victoriae är en insektsart som beskrevs av Willy Adolf Theodor Ramme 1941. Genimen victoriae ingår i släktet Genimen och familjen gräshoppor. Inga underarter finns listade i Catalogue of Life.